# Fragile (álbum de Savia)
Fragile es el cuarto álbum de estudio de la banda española de rock alternativo Savia y la primera grabación del grupo tras el fallecimiento en accidente de tráfico de su batería Alberto Madrid y, por tanto, el primer álbum con José Antonio Pereira como batería. El recuerdo al antiguo integrante está muy presente en todo el álbum; el disco está dedicado a su memoria como amigo y compañero.
El álbum presenta doce nuevos temas, todos ellos compuestos por Carlos Escobedo, que se ocupa además de la voz, coros y guitarras. Fernando Lamoneda es el otro encargado de las guitarras. Jesús Pulido toca el bajo y hace coros y el recién incorporado Pereira hace lo propio con batería, percusión y programaciones. Savia cuenta en este álbum con algunas colaboraciones de otros músicos en los temas "Porvenir", "Virus", "Universo", "Sólido" y "Mil recuerdos".

## Lista de canciones
1. "Fragile" - (4:31)
2. "Óxido" - (4:22)
3. "Bienaventurados" - (3:34)
4. "Otra oportunidad" - (4:14)
5. "Virus" - (4:21)
6. "Sólido" - (3:52)
7. "Universo" - (3:54)
8. "Ángel de la guarda" - (4:44)
9. "Bajo zero" - (4:46)
10. "Porvenir" - (4:00)
11. "Mil recuerdos" - (4:45)
12. "Intoxicada" (+pista oculta) - (12:46)

## Personal
- Fotografía y diseño gráfico: Raúl Ruz, Marc Bordons, José Rozas.
- Masterización: Ryan Smith (Sterling Sound Studios, Nueva York, EE. UU.)